# Koivusaari (ö i Finland, Norra Savolax, Kuopio, lat 63,08, long 27,85)
Koivusaari är en ö i Finland. Den ligger i sjön Juurusvesi och Akonvesi och i kommunen Siilinjärvi i den ekonomiska regionen  Kuopio ekonomiska region  och landskapet Norra Savolax, i den centrala delen av landet, 400 km norr om huvudstaden Helsingfors. Öns area är 5,8 hektar och dess största längd är 370 meter i öst-västlig riktning.